# Давид, Иржи
Иржи Давид (чеш. Jiří David, 16 февраля 1923, Брно — 19 июня 1997, Брно) — чехословацкий легкоатлет, выступавший в беге на короткие и средние дистанции. Участник летних Олимпийских игр 1952 года, двукратный бронзовый призёр чемпионата Европы 1946 года.

## Биография
Иржи Давид родился 16 февраля 1923 года в чехословацком городе Брно (сейчас в Чехии).
В 1942 году окончил 3-ю реальную гимназию в Брно.
В 1938 году начал заниматься лёгкой атлетикой в клубе «Брно», но секцию закрыли немецкие оккупанты, и он перебрался в «Моравскую Славию», которую представлял в 1940—1945 годах. В 1946—1948 году вновь выступал за «Брно». В дальнейшем представлял «Дуклу» из Праги. На чемпионатах Чехословакии завоевал десять золотых, три серебряных и две бронзовых медали в беге на 100, 200 и 400 метров, эстафетах 4х100 и 4х400 метров.
В 1946 году завоевал две бронзовых медали на чемпионате Европы в Осло: в беге на 200 метров и эстафете 4х100 метров, в которой выступал вместе с Мирко Парачеком, Леопольдом Лазничкой и Мирославом Ржигошеком.
В 1952 году вошёл в состав сборной Чехословакии на летних Олимпийских играх в Хельсинки. В беге на 400 метров в 1/8 финала занял 5-е место среди 7 участников забега, показав результат 49,1 секунды и уступив 4 десятых попавшему в четвертьфинал со 2-го места Хансу Эрнсту Шнайдеру из Швейцарии. В эстафете 4х100 метров сборная Чехословакии, за которую также выступали Франтишек Брож, Мирослав Горчиц и Зденек Поспишил, заняла 2-е место в четвертьфинале (41,49), 3-е место в полуфинале (41,46) и 6-е место в финале (41,41), уступив 1,15 секунды завоевавшей золото сборной США.
После завершения выступлений работал журналистом.
Умер 19 июня 1997 года в Брно.

## Личные рекорды
- Бег на 100 метров — 10,6 (1947)[4]
- Бег на 400 метров — 48,8 (1947)[4]

## Семья
Жена Ольга Давидова (до замужества Модрачова) (1930—1995) также занималась лёгкой атлетикой, участвовала в летних Олимпийских играх 1952 и 1956 годов.